# بريموش تروبار
كان بريموش تروبار أو بريموس تروبر (1508- 28 يونيو 1586) مصلحًا بروتستانتيًا سلوفينيًا يتبع التقليد اللوثري، يشتهر في المقام الأول بأنه كاتب أول كتاب مطبوع باللغة السلوفينية، ومؤسس الكنيسة البروتستانتية في دوقية كارنيولا وأول مشرف عام عليها، ولتعزيزه اللغة السلوفينية. طرح تروبار الإصلاح في سلوفينيا، ما أدى إلى إطلاق آل هابسبورغ النمساويين الإصلاح المضاد، الذي نجى منه مجتمع بروتستانتي صغير. تروبار شخصية أساسية في التاريخ السلوفيني وشخصية تاريخية كبرى من نواحٍ عديدة.

## حياته وعمله
وُلد تروبار في قرية راشيكا (وهي الآن في بلدية فيليكه ليشتشه) في دوقية كارنيولا، التي كانت آنذاك تحت حكم آل هابسبورغ. في سنتي 1520 و1521، ارتاد مدرسة رييكا، وفي 1522- 1524 تابع تعليمه في زالتسبورغ. ذهب من هناك إلى تريسته بإرشاد الأسقف الروماني الكاثوليكي بييترو بونومو، حيث اتصل بكتّاب إنسانيين، وبخاصة إيراسموس الروتردامي. في 1527، منح الأسقف بييترو بونومو تروبار منصب قس في لوكا بري زيدانيم موستو. في 1528، تسجل في جامعة فيينا، لكنه لم يكمل دراساته. عاد في 1530 إلى الأراضي السلوفينية ليصير مبشرًا في ليوبليانا، حيث عاش حتى 1565. عندما كان في ليوبليانا، عاش في منزل في فيش سكوير اليوم (ريبي ترغ)، في أقدم أجزاء المدينة. كان لمعيشته في ليوبليانا أثر عميق على أعماله، إذ عدّ ليوبليانا عاصمة السلوفينيين جميعهم بسبب موقعها المحوري في قلب الأراضي السلوفينية ولأن قاطنيها يتكلمون السلوفينية على أنها اللغة الأم، على عكس عدة بلدات أخرى في سلوفينيا اليوم. يُقدر أنه في فترة تروبار، حضر أكثر من 70% من سكان ليوبليانا البالغ عددهم 4000 القداس باللغة السلوفينية. كانت لغة ليوبليانا اللغة التي اتخذها تروبار أساسًا لما صار لاحقًا اللغة السلوفينية القياسية، بإضافة صغيرة من لغته الأم التي هي اللهجة الكارنيولية السفلى. رأى تروبار أن لغة ليوبليانا هي الأكثر ملاءمة، نظرًا إلى أن نغمتها أكثر نبلًا بكثير من النغمة البسيطة للهجة مسقط رأسه راشيكا. تبنى كتّاب بروتستانتيون آخرون، والذين عاشوا أيضًا في ليوبليانا في فترة تروبار، لاحقًا قراره بالكتابة بلهجة ليوبليانا. أخذ يميل تدريجيًا ناحية البروتستانتية وطُرد من ليوبليانا في 1547.
في 1550، عندما كان مبشرًا بروتستانتيًا في روتنبورغ، كتب أول كتابين باللغة السلوفينية، كاتيكيسموس وأبيسيداريوم، والذين طُبعا في ذلك العام في شفيبيش هول على يد بيتر فرينتز. ضم كاتيكيسموس أيضًا أول مخطوطة موسيقية سلوفينية مطبوعة.
كتب تروبار ما مجموعه 22 كتابًا بالسلوفينية وكتابين بالألمانية. كان أول شخص يترجم أجزاء من الكتاب المقدس إلى السلوفينية. بعد عظة بيير باولو فيرغيريو، ترجم إنجيل متى في 1555، وحتى عام 1577، نشر ترجمة العهد الجديد كله في ثلاثة أجزاء. في الفترة ما بين 1561 و1565، كان تروبار مدير ومشرف معهد الكتاب المقدس الجنوبي السلافي. كان مهتمًا بالآخرة، وسعى أيضًا إلى تبشير المسلمين في تركيا من خلال كتبه.
توفي تروباير في ديريندينغن في الإمبراطورية الرومانية المقدسة (وهي اليوم جزء من توبينغن بألمانيا)، حيث دُفن أيضًا.